# کلرفنوکسامین
کلرفنوکسامین (انگلیسی: Chlorphenoxamine) نوعی آنتی هیستامین و عامل آنتی کولینرژیک بوده و برای درمان خارش و پارکینسون استفاده میشود. 